# غويندولين تايلور
غويندولين تايلور (بالإنجليزية: Gwendoline Taylor)‏ هي ممثلة نيوزيلندية، ولدت في 2 نوفمبر 1987 في نيو بلايموث في نيوزيلندا.

## وصلات خارجية
- غويندولين تايلور على موقع IMDb (الإنجليزية)
- غويندولين تايلور على موقع قاعدة بيانات الفيلم (الإنجليزية)